# Academia Regală Spaniolă

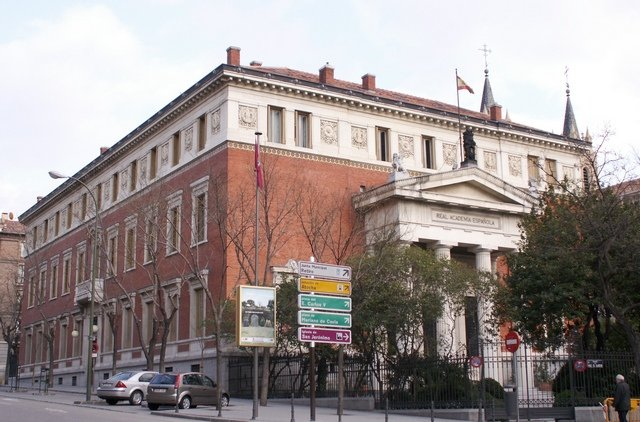
Sediul Academiei în Madrid.

Academia Regală Spaniolă (spaniolă Real Academia Española, RAE) este o instituție culturală responsabilă cu elaborarea normelor lingvistice ale limbii spaniole, concretizate în dicționar, gramatică și ortografie, care oferă un limbaj comun, standardizat. Sediul său se află la Madrid, Spania, dar RAE este afiliată cu academii naționale de limbă din douăzeci și una de state prin Asociația Academiilor de Limba Spaniolă (Asociación de Academias de la Lengua Española). Emblema sa este creuzetul aprins. Academia are și o deviză: Limpia, fija y da esplendor (ce înseamnă în română: Curăță, fixează și dă splendoare). Creată după modelul lui Accademia della Crusca (Italia, 1582) și Académie française (Franța, 1635), are scopul de „a fixa graiuri și vocabulare ale limbii castiliane cu proprietate, eleganță și puritate”.